# Isola di Schmidt
L'isola di Schmidt, in russo óстров Шми́дта?, óstrov Šmídta, fa parte dell'arcipelago russo della Severnaja Zemlja ed è situata tra il mare di Kara e l'oceano Artico. Amministrativamente fa parte del Tajmyrskij rajon del Territorio di Krasnojarsk, nel Distretto Federale Siberiano.

## Geografia
La sua collocazione è nella parte nord-occidentale dell'arcipelago. L'isola è la più settentrionale del gruppo ed è piuttosto lontana dalle isole principali, si trova circa 31 km a nord-ovest di Komsomolets; è circondata in permanenza dalla banchisa.
L'isola di Schmidt ha una forma ovale con una piccola sporgenza a nord, capo Zemljanoj; misura 28,7 km da ovest a est e 17,7 km da nord a sud; ha una superficie di 467 km² ed è interamente ricoperta dalla cappa di ghiaccio omonima che arriva a un'altezza di 325 m. Le coste sono per lo più pianeggianti, fatta eccezione per la costa orientale, con scogliere di 27–36 m.
A causa della posizione il suo clima è ancora più rigido di quello del resto dell'arcipelago.

## Storia
Scoperta nel 1930 dalla spedizione sul rompighiaccio Georgij Sedov, guidata da Georgij Ušakov, con il geologo Nikolaj Urvancev.
Il nome dell'isola è stato scelto in memoria dello scienziato sovietico Otto Schmidt, il quale fu per primo alla guida del Glavsevmorpout (Glavnoe upravlenie Severnogo Morskogo Puti), un ente preposto alla supervisione di tutte le operazioni commerciali sulla Rotta marittima del Nord.